# Furness

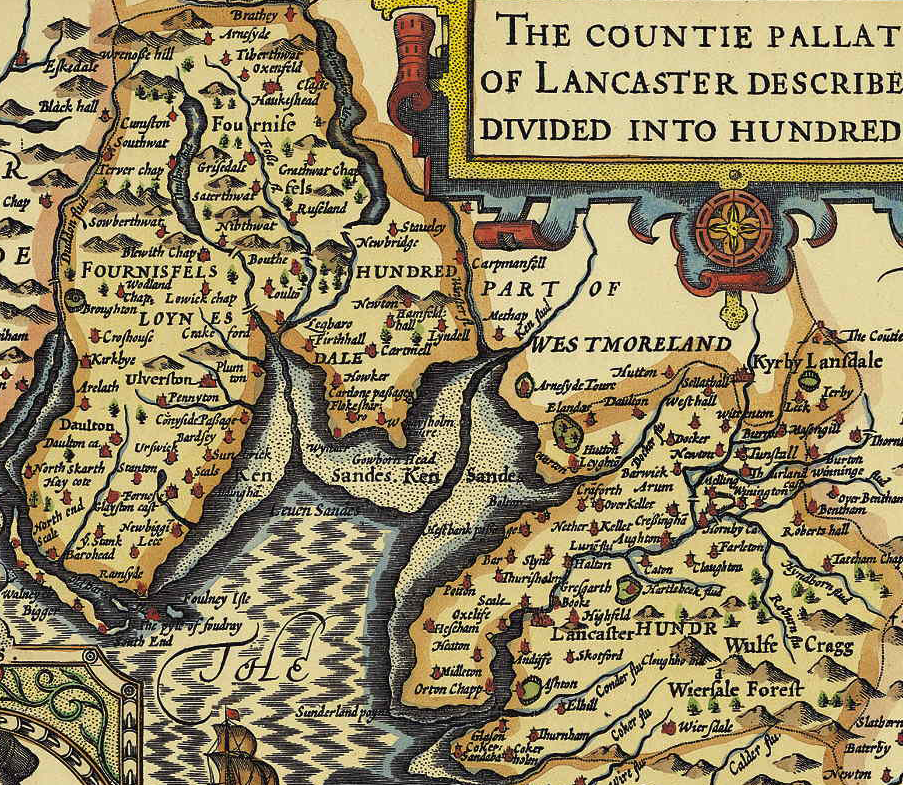
Mapa okręgu Lonsdale. Część położona na północ od zatoki Morecambe w przybliżeniu odpowiada obszarowi Furness

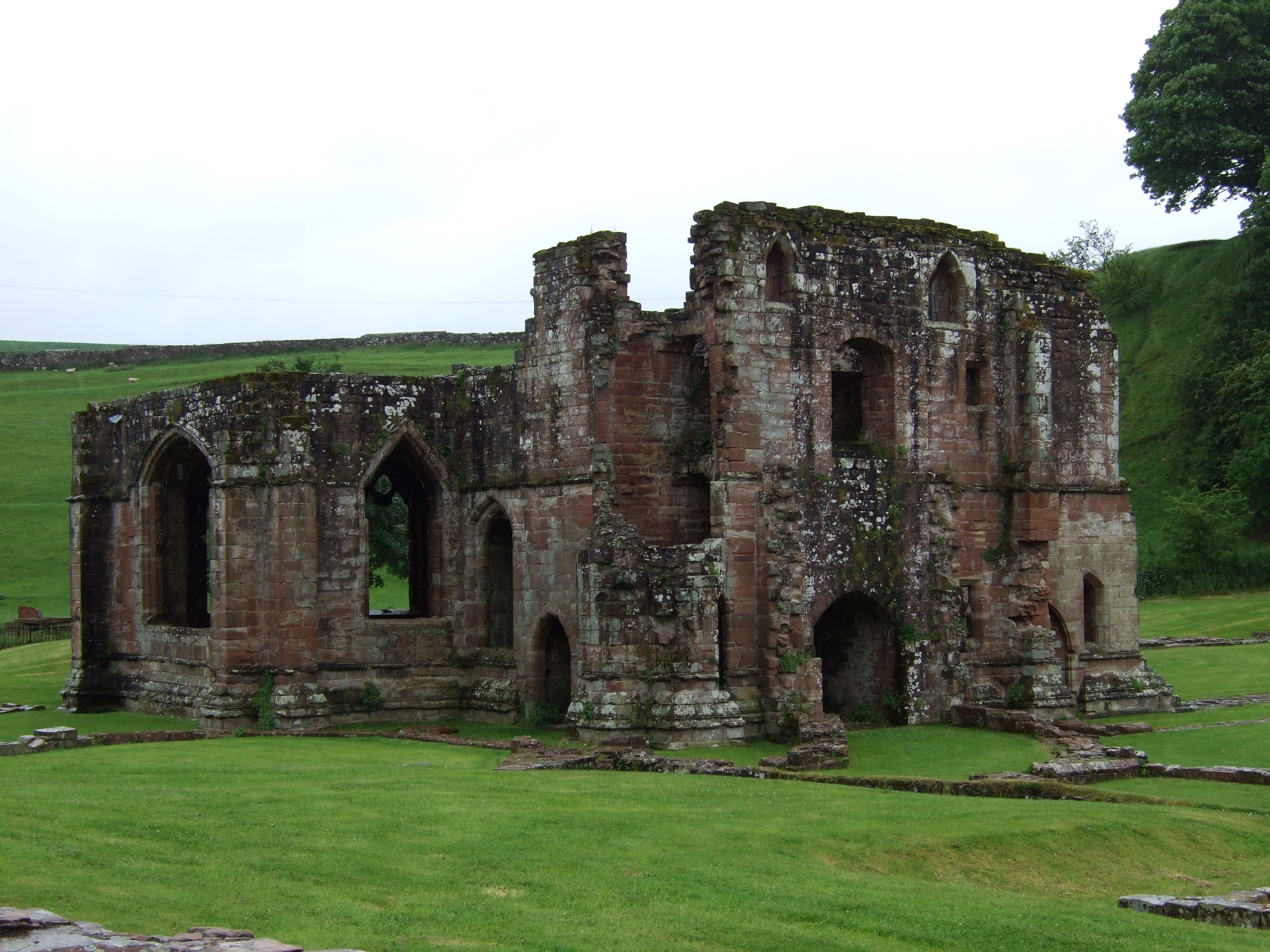
Ruiny opactwa w Furness

Furness – kraina geograficzno-historyczna w północno-zachodniej Anglii, w południowej części hrabstwa Kumbria, na terenie historycznego hrabstwa Lancashire. Kraina obejmuje obszar w przybliżeniu odpowiadający północnej części dawnego okręgu (ang. hundred) Lonsdale, oddzielonej od właściwej części hrabstwa Lancashire zatoką Morecambe. Głównymi miastami regionu są Barrow-in-Furness, Ulverston oraz Dalton-in-Furness.
Obszar Furness rozciąga się od zatoki Morecambe na południu i Morza Irlandzkiego na południowym zachodzie, po granice dawnego hrabstwa Cumberland na północy i granice historycznego hrabstwa Westmorland oraz jezioro Windermere na wschodzie. Furness dzieli się dodatkowo na dwie mniejsze krainy – Low Furness, obejmującą półwysep położony w południowej części krainy, między estuariami rzek Duddon i Leven, oraz High Furness (lub Furness Fells), obejmującą północną, wyżynną część krainy. Znaczna część Furness należy do Krainy Jezior (ang. Lake District).
W 1127 roku na terenie Furness założone zostało opactwo Furness Abbey, które aż do XVI wieku miało duży wpływ na rozwój regionu. Począwszy od średniowiecza w Furness ważną rolę odgrywało wydobycie rud żelaza i wapienia, a także hodowla owiec i bydła. W 1846 roku otwarto pierwszą linię kolejową, wraz z którą rozpoczął się rozwój przemysłu, szczególnie hutnictwa i przemysłu stoczniowego, w dużej mierze skoncentrowanego wokół głównego miasta regionu – Barrow-in-Furness. Obecnie na znaczeniu zyskuje turystyka.